# 穆莱迪耶
穆莱迪耶（法語：Mouleydier，法語發音：[muledje]）是法国多尔多涅省的一个市镇，位于该省南部略偏西，多尔多涅河右岸，属于贝尔热拉克区。

## 地理
穆莱迪耶（44°51'16.9"N, 0°35'43.0"E）面积8.49 平方千米，位于法国新阿基坦大区多爾多涅省，该省份为法国西南部内陆省份，是法國本土面积第三大的省，大致对应佩里戈尔地区，北起顺时针与夏朗德省、上维埃纳省、科雷兹省、洛特省、洛特-加龙省、吉倫特省和滨海夏朗德省接壤。
与穆莱迪耶接壤的市镇（或旧市镇、城区）包括：卢伊尔河畔利奥拉克、圣阿涅、科斯德克莱朗、克雷斯、圣卡普赖斯德拉兰德、圣日耳曼和蒙斯、圣索沃尔。

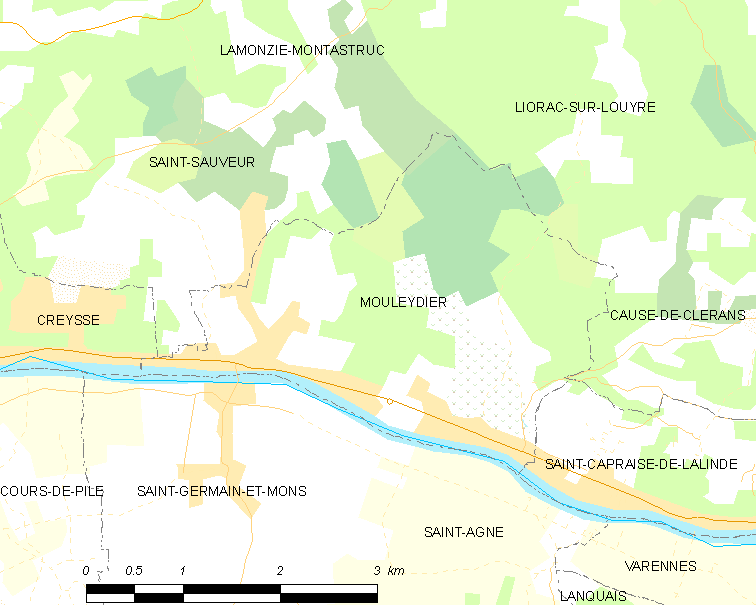
穆莱迪耶的OSM定位图

穆莱迪耶的时区为UTC+01:00、UTC+02:00（夏令时）。

## 行政
穆莱迪耶的邮政编码为24520，INSEE市镇编码为24296。

## 政治
穆莱迪耶所属的省级选区为贝尔热拉克第二县。

## 人口

1962-2008年间穆莱迪耶人口变化图示

穆莱迪耶于2022年1月1日时的人口数量为1155人。